# Orden des Staatswappens

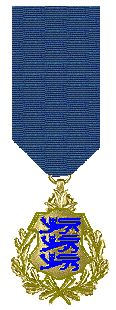
Orden des Staatswappens (V. Stufe)

Der Orden des Staatswappens (estnisch Riigivapi teenetemärk) ist ein staatlicher Verdienstorden der Republik Estland.

## Geschichte
Der Orden des Staatswappens wurde mit dem estnischen Ordenserlass vom 7. Oktober 1936 zur Erinnerung an die Ausrufung der Republik Estland am 24. Februar 1918 und den Freiheitskampf des estnischen Volkes gestiftet. Ein Jahr später wurde er zum ersten Mal verliehen. Bis zur Besetzung Estlands durch die Sowjetunion 1940 wurde der Verdienstorden lediglich 21 Mal verliehen: an zehn estnische, zehn finnische und einen polnischen Staatsbürger.
Nach Wiedererlangung der estnischen Unabhängigkeit 1991 knüpfte Estland mit dem Ordensgesetz vom 5. Mai 1994 an die Ordenstradition der Vorkriegszeit an, schuf jedoch mit dem Orden des Marienland-Kreuzes ein Ehrenzeichen, das nur an Ausländer verliehen wird.

## Verleihung
Der Orden des Staatswappens wird heute ausschließlich Esten durch den estnischen Staatspräsidenten zum estnischen Unabhängigkeitstag im Februar eines jeden Jahres verliehen. Er würdigt besondere Verdienste um die Republik Estland.
Der Verdienstorden wird in sechs Ordensstufen vergeben: in fünf Grundstufen (I. als höchste Stufe) und in einer Sonderstufe mit Kette. Die Sonderstufe steht nur estnischen Staatsoberhäuptern zu.
- I. Klasse
- II. Klasse
- III. Klasse
- IV. Klasse
- V. Klasse

Die Gestaltung des Ordens stammt von dem estnischen Künstler Paul Luhtein (1909–2007). Alle Ordensausführungen sind auf beiden Seiten vergoldet. Der Orden zeigt das Große Staatswappen der Republik Estland. Auf der Rückseite ist das Datum „24. II. 1918“ zu sehen.

## Sonderstufe des Ordens des Staatswappens

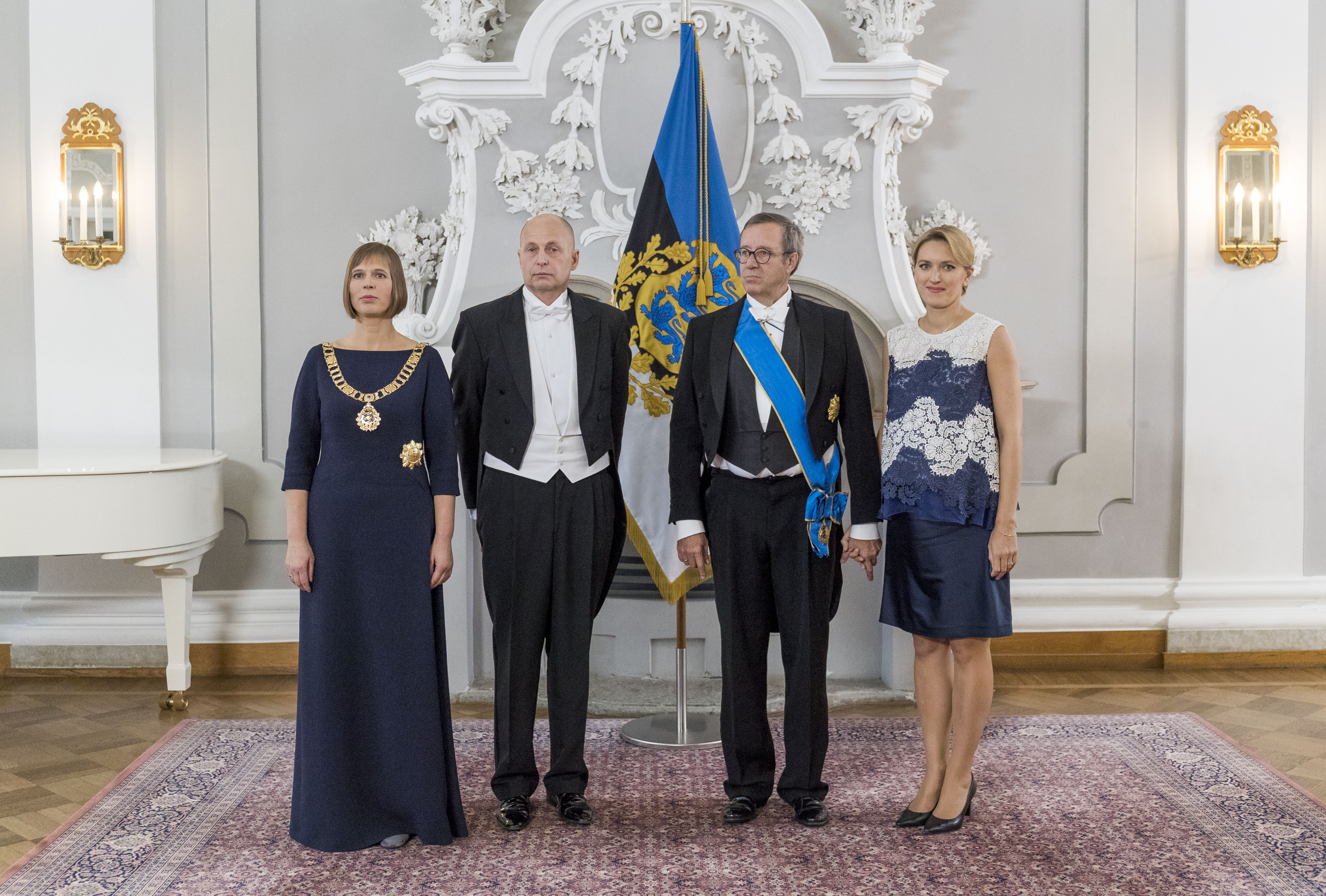
Staatspräsidentin Kersti Kaljulaid mit der Sonderstufe des estnischen Staatswappens mit Kette und ihr Vorgänger Toomas Hendrik Ilves mit der I. Klasse des Ordens nach der Amtsübergabe (2016)

Die 1936 eingeführte Sonderstufe des estnischen Staatswappens mit Kette (Riigivapi teenetemärgi kett) ist dem amtierenden estnischen Staatsoberhaupt vorbehalten. Die mit Edelsteinen geschmückte goldene Kette wurde im selben Jahr von dem Künstler Paul Luhtein geschaffen. Die Kette wird mit einem goldenen Bruststern getragen.
Die Amtskette wird beim Ausscheiden aus dem Amt des Staatspräsidenten an den Nachfolger weitergegeben. Deshalb wurde in den 1930er Jahren für den ersten Staatspräsidenten Konstantin Päts nur ein Exemplar angefertigt.
Der Orden stellt als Amtskette (estnisch ametiraha) des estnischen Staatspräsidenten das Staatsinsigne der Republik Estland dar. Staatspräsident Konstantin Päts trug die Ausführung des Ordens zusätzlich mit einem besonderen Schulterband (erisuurpael).
Wie 1971 bekannt wurde, kam die Amtskette mit der Besetzung Estlands durch die Rote Armee 1940 und der Verschleppung von Staatspräsident Päts ins Innere Russland nach Moskau. Sie wurde zunächst im sowjetischen Finanzministerium gelagert und wird seit 1963 in der Rüstkammer des Kremls (russisch Оружейная палата) verwahrt. Sie ist nicht allgemein zugänglich. Estnische Forderungen nach einer Rückgabe der Amtskette wurden von russischer Seite bislang zurückgewiesen.
Im Februar 2008 wurden die estnischen Staatspräsidenten Lennart Meri (postum), Arnold Rüütel und Toomas Hendrik Ilves mit der höchsten Klasse des Ordens des Staatswappens ausgezeichnet. Gleichzeitig wurde eine neue goldene Amtskette angefertigt, die der 1936 geschaffenen gleicht. Sie ist 30 mm breit und mit Edelsteinen besetzt: einem südafrikanischen Rubin, drei kornblumenfarbigen Saphiren aus Sri Lanka und 94 Diamanten. Mit der neuen Amtskette wurde die in Moskau befindliche Kette durch die estnische Regierung zum Museumsstück erklärt. Präsidentin Kaljulaid bekam die neue Amtskette bei ihrer Vereidigung am 10. Oktober 2016 von ihrem Vorgänger Ilves übergeben.

## Statistik
Zwischen 1937 und 2008 wurde der Orden des Staatswappens insgesamt 499 Mal verliehen.